# Mold
mold（モルド）は、日本のエレクトロニカ音楽ユニットである。2001年結成。

## 概要
グルーヴ・アート・インスタレーションをテーマに異なるテクスチャーを多重レイヤーし彫刻する事で浮かび上がる像を抽出し具現化する。
スタイルはテック、ミニマル・ミュージック、クリック、ダブ、ブレイクビーツ、ニュー・ウェイヴなどを網羅しながらそのどれにも属さないWagと称される新しいジャンルを作り上げる。
Blackbudgetより1stアリバム「Paradise Lost 」をリリース。2007年トルーマン・カポーティの短編より命名された2ndアルバム「ischia」をリリース。カットアップやコラージュを駆使した楽曲は前作から引き継ぎつつも「ischia」ではサウンドトラック的アプローチにも成功している。

## メンバー
ふたりは4歳違いの兄弟である。John "Shigeo" Doeが兄でRaymondが弟。
- John "Shigeo" Doe

スケボーキングの元メンバーであり、The samosのボーカル、ATOM ON SPHEREのギター、プロデューサー。
- Raymond

The SAMOS（キーボード/DJ）
DJとしても活動している。ファットボーイ・スリムやエレン・エイリアン来日公演のオープニングアクトを務めたことがある。

## ディスコグラフィー

### アルバム
- Paradise Lost（2005年7月13日）

refugee / watching / my fabulous 517 / fix this / whatta! / devil's pinch feat. kamichi /  room #237 / badger feat. glow / sea Trill / ah ah ah / paradise lost
- ischia（2007年7月7日）

under the sun / tree walk / back force / smorkers bunch / cape narvil By Nite Club / let's pick / pop will eat it self / wag house / clash / anytime / nocturn (music for chameleons) feat. Richard Spitzer / ischia
アルバムタイトル、曲名の一部にトルーマン・カポーティの作品名が使われている。

### 参加作品
- VA「TECH BECK BREAKIN'」　Izavela
- VA「WKM-Tribute To Walkman-」　Bass Knife
- Dragon Ash「Hervest Remixes」　House Of Velocity(mold mix)
- ILMARI/Salyu「valon」　valon(mold mix)
- VA「G. lasts Tribute To Godzilla 50th」　What's Wrong?
- VA「The Shuvit Remixies」　Skaters Anthem(kook mix)
- VA「W.C compilation 3-ACIXXXXD-」　Flashdance
- VA「Dio In Honey」　Whatta
- Hitoshi Ohishi「Parallel」　Flow Yourself Away(mold Remix)
- DJ SODEYAMA「METAL HEART」

Butterfly Noise(Original Version) feat. mold
My situation
Beyond The Flash
Rainy Days Are Gone (feat.vocal john "shigeo" doe)
- VA「Last Days-Tribute To Mr.k」　injurious (feat.vocal john "shigeo" doe)
- DJ SODEYAMA「Dual」

Useless (feat.vocal DJ Raymond)
Dualrock (fix sounds and piano by mold)
Say (feat.vocal john "shigeo" doe)
- 「the viridi-anne」

## 出演
AP BANG! 東京環境会議　TOKYO CREATORS MEETING　vol.1（2007年3月16日、3月17日、3月18日）